# Мозеченій-Вале
Мозеченій-Вале (рум. Mozăcenii-Vale) — село у повіті Арджеш в Румунії. Входить до складу комуни Бирла.
Село розташоване на відстані 102 км на захід від Бухареста, 51 км на південь від Пітешть, 79 км на схід від Крайови.

## Населення
За даними перепису населення 2002 року у селі проживали 1057 осіб, з них 1056 осіб (99,9%) румунів. Усі жителі села рідною мовою назвали румунську.